# 林郭文艷
林郭文艷（1950年11月9日—），台灣企業家，曾任大同公司董事長兼總經理、榮譽董事長。

## 家庭
郭德焜、郭林碧蓮之女，大同公司董事長林蔚山之妻。育有二子，一歿，長子林建文（已故）、次子林建元。

## 學歷
臺北市立女子中學初中部、臺灣省立臺北第一女子中學高中部、國立臺灣大學商學系學士、美國馬里蘭大學經濟學碩士

## 經歷
歷任大同工學院（大同大學前身）經濟學系教授、大同電信董事長、大同世界科技董事長、精英電腦董事長、大同公司執行副總經理、大同公司總經理。
2018年2月，接掌大同公司董事長，上任後旗下中華映管、綠能科技、尚志半導體、大同美國相繼出狀況。2020年11月2日，由於市場派已在先前董事改選中取得多於公司派的席次，因此在該日推舉林文淵接任董事長；而其獲聘轉任榮譽董事長，直至2021年10月12日解除職銜。
2019年12月，曾陸續對多位媒體人、會計師提出妨礙名譽等刑事告訴，相繼敗訴。
2020年3月，被控違反證交法罪嫌重大，被諭令新台幣500萬元交保，成為繼林蔚山之後，大同集團旗下又一位被交保候傳的經理人。
2020年12月，投保中心控訴曾任大同董事長的林郭文艷主導刪除股東表決權惹議，要求解任其大同董事職務，而台北地院判決亦認定應解任其大同董事職務。2022年1月19日，臺灣高等法院駁回其上訴。
2021年5月5日，大同公司法人董事大同高中改派代表人，由研華執行董事何春盛取代林郭文艷擔任代表人，自此林郭文艷退出大同董事會。

## 外部連結
- 長期經營大同績效不佳，大同公司多年沒有獲利，大同寶寶哭了 （页面存档备份，存于）